# Спинка (деревня)
Спинка (Спинки; в старину — Спинша, Спиньша) — бывшая деревня в Жуковском районе Брянской области. 
 Располагалась в 4 км к северу от деревни Шамордино, в 1 км к северу от села Токарёво.

## История
Упоминается с XVII века в составе Подгородного стана Брянского уезда.
В XVIII веке — владение Мясоедовых, Мачехиных; позднее переходит к Молчановым, Тютчевым и другим помещикам. Состояла в приходе села Вщиж.
С 1861 по 1929 год в Овстугской волости Брянского (с 1921 — Бежицкого) уезда; с 1929 года в Жуковском районе, входила в состав Дятьковичского сельсовета.
В 1964 году включена в состав села Дятьковичи (ныне — его южная часть, ул. Дегтярёва).
В 1932 году в деревне Спинка родился Герой Социалистического Труда Александр Семенович Дегтярёв.
Известны находки костей мамонта (не сохранились).
| Годы      | 1866 | 1926 |
| --------- | ---- | ---- |
| Население | 97   | 148  |